# Megacyllene ebenina
Megacyllene ebenina is een keversoort uit de familie van de boktorren (Cerambycidae). De wetenschappelijke naam van de soort werd voor het eerst geldig gepubliceerd in 2004 door Monné & Napp.